# Alexander Bain (uitvinder)

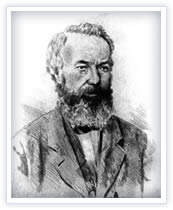
Alexander Bain

Alexander Bain (Watten, oktober 1811 – Broomhill, 2 januari 1877) was een Schots uurwerk- en instrumentmaker. Hij vond de eerste elektrische klok uit, patenteerde het principe van de telefacsimile en ontwikkelde diverse apparaten voor de telegrafie.

## Biografie

### Vroege jaren
Bain was de zoon van een keuterboer (crofter) en had naast zijn tweelingzus Margaret, nog zes zussen en zes broers. Hij groeide op in een afgelegen stenen arbeidershuisje op de noordelijke Schotse Highlands van Leanmore, ten noorden van Wick. 's Winters ging hij naar school, de rest van het jaar werkte hij als herder.
Zowel op school en als herder deed hij het niet goed. Daarentegen was hij gefascineerd door uurwerken, hij maakte zelfs zijn eigen klok. Zijn vader zorgde er vervolgens voor, dat hij als leerjongen terechtkwam bij een lokale klokkenmaker in Wick.

### Carrière
Om het vak te leren van uurwerkmaker vertrok hij naar Edinburgh en later, in 1837, naar Londen waar hij werk kreeg als knecht in de stadswijk Clerkenwell. In deze periode bezocht Bain veelvuldig de openbare lezingen, die werden gegeven aan de Polytechnic Institution en de Adelaide Gallery, waar vooral proeven met elektromagnetisme zijn aandacht hadden.
Hij slaagde erin een eigen werkplaats op te richten in Hanover Street, waar hij in opdracht diverse elektromechanische instrumenten bouwde. Hij begon tevens elektrische apparaten uit te vinden, waaronder diverse voor telegrafie, een elektrische klok, isolatie voor elektriciteitskabels en een elektrisch brandalarm. Op vele uitvindingen vroeg hij octrooi aan.

### Latere leven
Bain wist met zijn uitvindingen een aanzienlijk geldbedrag op te bouwen, maar door slechte investeringen raakte hij uiteindelijk aan de bedelstaf. In 1873 zorgden een groep uitvinders, waaronder William Thomson, Carl Wilhelm Siemens en Latimer Clark, ervoor dat de Britse premier William Ewart Gladstone hem een pensioen toekende van £ 80 per jaar.
De laatste jaren van zijn leven bracht hij door in Glasgow waar hij, nadat zijn gezondheid steeds slechter werd, op 65-jarige leeftijd overleed in een tehuis voor ongeneeslijken. Gedurende zijn leven had hij tien uitvindingen gepatenteerd, de meeste op het gebied van de telegraaf en uurwerken.

## Uitvindingen

### Elektrische klok
Begin 1840 toonde Bain, op zoek naar geld voor zijn uitvindingen, enkele voorbeelden van een elektrische klok aan professor Charles Wheatstone. Hierbij werd het echappement (gangregelaar) elektromagnetisch aangedreven met batterijen. Wheatstone adviseerde Bain om met de ontwikkeling ervan te stoppen, omdat er geen toekomst voor was. Drie maanden later presenteerde Wheatstone aan de Royal Society te Londen een model van een elektrische klok alsof het zijn eigen ontwerp was.
De maand ervoor echter, in oktober 1840, hadden Alexander Bain en zijn toenmalige partner, chronometermaker John Barwise, een patent aangevraagd voor de eerste elektrische klok in Engeland. Dit patent werd in 1841 toegekend en Wheatstone werd gedwongen zijn model terug te trekken.

### Telefacsilmile
Bain vond zijn beeldtelegraaf uit in 1843, ongeveer zeven jaar na de uitvinding van de telegraaf door Samuel Morse. Later werd de beeldtelegraaf bekend als de telefacsimile. Hij gebruikte zijn kennis van de elektrische klok om de beweging te synchroniseren van twee slingers, één in de zender en één in de ontvanger.
De tekst van het te verzenden bericht was diepgedrukt in een zachte metalen plaat, die aangesloten was op een elektrische spanningsbron. Een naald, bevestigd aan het uiteinde van slinger, tast via de heen-en-weer slingerbeweging het oppervlak van plaat af. Op de plaats waar de naald de plaat raakt wordt er contact gemaakt en gaat een stroompje lopen, die via een kabel wordt doorgeseind naar de ontvanger. Na iedere zwaai van de slinger wordt de plaat iets naar voren geschoven, waarna het volgende gedeelte wordt afgetast.
Aan de ontvangstkant beweegt een vergelijkbare slinger over een vel papier die gedrenkt was in kaliumjodide (KI), een chemische stof die verkleurt onder invloed van een elektrische stroom. Stroompulsjes afkomstig van de zender worden op deze manier overbracht op het papier, waardoor er een reproductie van de originele bericht ontstaat.
Alexander Bain kreeg op 27 mei 1843 een Brits octrooi voor zijn kopieertelegraaf. Door technische problemen heeft hijzelf nooit een succesvolle facsimiletransmissie uitgevoerd. Het was zijn landgenoot Frederick Bakewell, die aantoonde dat zijn principe werkte door als eerste een werkende facsimilemachine, voorzien van draaiende cilinders en (aftast)naalden, te demonstreren op de wereldtentoonstelling van 1851 in Londen.

### Chemische telegraaf
Op 12 december 1846 patenteerde Bain zijn chemische telegraaf. Hij had opgemerkt dat de bestaande morsetelegrafen zeer traag werkten als gevolg van de mechanische inertie in de bewegende delen. Hij realiseerde zich dat, net als bij de facsimile, een elektrische stroom een direct leesbaar patroon op papier kon zetten als het papier gedrenkt was in een oplossing van ammoniumnitraat en kaliumferrocyanide. De snelheid van registreren was zo hoog dat Bain ook de zender moest automatiseren. Hij gebruikte een geperforeerde band om de telegrammen te verzenden, een concept dat later ook door Wheatstone werd toegepast in zijn automatische zender.
Bains chemische telegraaf werd voor het eerst gebruikt tussen Parijs en Lille en haalde een snelheid van 282 woorden in 52 seconden. Ter vergelijking, een handbediende morsetelegraaf haalde in die tijd maximaal 40 woorden per minuut. Een groot succes werd zijn telegraaf niet, omdat hij in de Verenigde Staten werd tegengewerkt door Samuel Morse. Deze wist een gerechtelijk bevel te verkrijgen tegen Bains uitvinding op grond van zijn patenten op de papierband en het morsealfabet.
- Gemeinsame Normdatei: 132335123
- International Standard Name Identifier: 0000 0000 6324 8792
- Library of Congress Control Number: n50020866
- Nationale Bibliotheek van Israël: 987007422757305171
- Nederlandse Thesaurus van Auteursnamen: 197768008
- SNAC: w6rv4hkm
- Trove: 1038617
- Virtual International Authority File: 75009957
- WorldCat: E39PBJrKXPphdxHQYRtKHcGWDq